# Abd al-Masih ibn Ishaq al-Kindi
ʿAbd al-Masīḥ ibn Isḥāq al-Kindī (in arabo عبد المسيح ابن اسحاق الكندي‎?) è un nome di fantasia attribuito a un cristiano (immaginario o reale) che, in un'Epistola citata da al-Bīrūnī (morto dopo il 1050), perora la causa del Cristianesimo, discettando col suo amico antagonista, un musulmano chiamato ʿAbd Allāh b. Ismāʿīl al-Hāshimī, che per canto suo lo invita ad abbracciare la fede islamica.
Letta alla corte del califfo abbaside al-Maʾmūn, fu tradotta in lingua latina da Pietro di Toledo nel 1141 e rivista dal teologo Pietro di Poitiers - lat. Petrus Pictaviensis - (nato nel 1130 circa - morto a Parigi nel 1205). 
L'Epistola - una vera e propria apologia del Cristianesimo, che ha dato modo di discutere a lungo, ma inutilmente, sulla identità vera o presunta di ʿAbd al-Masīḥ ibn Isḥāq al-Kindī, se fosse nestoriano o giacobita, ma in ogni caso un cristiano monofisita - ha svolto un ruolo certamente assai importante nell'àmbito della controversia islamico-cristiana, all'interno della quale è annoverabile anche la Lectio magistralis di papa Benedetto XVI su "Fede, ragione e università", tenuta nel 2006 da papa Benedetto XVI a Ratisbona.